# Bolton (New York)
Bolton è un comune degli Stati Uniti d'America, situato nello Stato di New York, nella contea di Warren.